# 蓬塔利纳
蓬塔利纳是巴西戈亚斯州的一个市镇。总面积1428.184平方公里，总人口17383人，人口密度12.2人/平方公里。

## 人口统计
截至 2007 年，其城市人口为 13,216 人，农村人口为 3,010 人。